# Willibald Müller
Willibald Müller (* 9. März 1845 in Wildschütz bei Jauernig, Österreichisch-Schlesien; † 8. Dezember 1919 in Freiwaldau, Tschechoslowakei) war ein österreichischer Schriftsteller und Bibliothekar, der sich mit der Heimatkunde von Mähren befasste.

## Leben
Müller studierte ab dem Jahr 1865 Philosophie in Wien. Nach einer Tätigkeit als Hofmeister in Prag und Konstantinopel wirkte Müller ab 1873 als Journalist. So gründete er die Zeitschrift Moravia und leitete das Tagblatt Neue Zeit in Olmütz. In Olmütz war Müller von 1879 bis 1915 als Direktor der Universitätsbibliothek tätig, war daneben aber auch mit anderen Kommunalangelegenheiten, wie der Wohnbauförderung, befasst.

## Werk
- Gedanken über die Leitung der Olmützer Bühne. Leykam, Graz 1880.
- Das romantische Mähren. Eine Sammlung vaterländischer Sagenstoffe. Slawik, Olmütz 1881.
- Geschichte der königlichen Hauptstadt Olmütz von den ältesten Zeiten bis zur Gegenwart. Hölzel, Wien und Olmütz 1882.
- Josef von Sonnenfels. Biographische Studie aus dem Zeitalter der Aufklärung in Österreich. Braumüller, Wien 1882.
- Gerhard van Swieten. Biographischer Beitrag zur Geschichte der Aufklärung in Österreich. Braumüller, Wien 1883.
- Führer durch die Mährisch-Schlesischen Sudeten. Blazek, Freiwaldau 1883.
- Hans Kudlich. Denkschrift zur vierzigjährigen Feier der Robot-Aufhebung. Eigenverlag, Olmütz 1888.
- Sagen und Geschichten der Stadt Olmütz. Hölzel, Olmütz 1892. (Aktuelle Ausgabe: Sagen aus Olmütz. Vitalis, 2008. ISBN 978-3-89919-120-2; tschechische Ausgabe: Pověsti a události města Olomouce. Übersetzt von Jan Kubeš. Poznání, 2012. ISBN 978-80-87419-25-0)
- Beiträge zur Volkskunde der Deutschen in Mähren. Graeser, Wien 1892.
- Johann Leopold von Hay. Ein biographischer Beitrag zur Geschichte der Josephinischen Kirchenpolitik. Graeser, Wien 1892.
- Olmütz im Jahre 1894. Denkschrift aus Anlass des Ankaufs der Festungsgründe durch die Stadtgemeinde. Hölzel, Olmütz 1894.
- Josef von Egel. Ein Lebensbild, zugleich Erinnerungsblatt an seine Tätigkeit als Stadtverordneter und Bürgermeister der königlichen Hauptstadt Olmütz. Graeser, Wien 1896.
- Urkundliche Beiträge zur Geschichte der mährischen Judenschaft im 17. und 18. Jahrhundert. Laurenz Kulil, Olmütz 1903.
- Geschichte der k.k. Studienbibliothek in Olmütz nach den Bibliotheksacten; Separatdruck aus der Zeitschrift des deutschen Vereins für die Geschichte Mährens und Schlesiens. 5. Jahrgang, Heft 2–3. Brünn, 1901.
- Um Sprache und Glauben. Eine Stadtgeschichte aus der Zeit der Hussitenkämpfe. Kulil, Olmütz 1905.
- Der Ratsherr von Olmütz. Eine Stadtgeschichte aus der Schwedenzeit. Kulil, Olmütz 1911 (tschechische Ausgabe: Konšel olomoucký. Übersetzt von Eva Hudcová. Univerzita Palackého, Olomouc 2009)